# Космос-37
Космос-37 (Зенит-2 № 22) — советский разведывательный спутник первого поколения, нёсший на борту аппаратуру для оптической фотосъёмки низкого разрешения. Был запущен 14 августа 1964 года с космодрома «Байконур».

## Запуск
Запуск «Космоса-37» состоялся в 09:36 по Гринвичу 14 августа 1964 года. Для вывода спутника на орбиту использовалась ракета-носитель «Восток-2» (серийный номер Р15001-04). Старт был осуществлён с площадки 31/6 космодрома Байконур. После успешного вывода на орбиту спутник получил обозначение «Космос-37», международное обозначение 1964-044A и номер по каталогу спутников 00848.
«Космос-37» эксплуатировался на низкой околоземной орбите. По состоянию на 14 августа 1964 года он имел перигей 207 километров, апогей 287 километров и наклон 65° с периодом обращения 89,5 минуты. После восьми дней работы на орбите миссия «Космос-37» закончилась. Спутник сошёл с орбиты 22 август 1964 года, а его возвращаемый отсек приземлился на парашюте и был подобран советскими военными.

## Космический аппарат
«Космос-37» соответствовал типу «Зенит-2» и был построен в ОКБ-1 С. П. Королёва (РКК «Энергия») на базе конструкции пилотируемого космического корабля «Восток». Аппарат состоит из сферического возвращаемого отсека диаметром 2,3 метра и массой 2400 кг. Внутри отсека устанавливалась вся специальная аппаратура. Оптические оси смонтированных фотокамер были перпендикулярны продольной оси аппарата. Съёмка осуществлялась через иллюминаторы, расположенные в крышке одного из двух технологических люков большого диаметра. Основной задачей «Космос-37» являлась фоторазведка. Общая масса космического аппарата составляла примерно 4730 кг.